# La Lucha (Gerona)
La Lucha fue un periódico español editado en Gerona entre 1871 y 1910.

## Historia
El diario, que publicó su primer número el 4 de julio de 1871, nació de la mano de Joaquín Ruiz Blanch. En sus primeros tiempos ejerció como órgano del Partido Liberal en la provincia de Gerona. Hasta 1887 fue un periódico trisemanal, si bien desde esa fecha pasaría a publicarse diariamente. Su último número apareció en diciembre de 1910.
Por la dirección del diario pasaron, entre otros, Román Jori.